# McPherson (Kansas)
McPherson ist eine Stadt (City) und Verwaltungssitz im McPherson County, etwas östlich des geografischen Zentrums des US-Bundesstaates Kansas. Das U.S. Census Bureau hat bei der Volkszählung 2020 eine Einwohnerzahl von 14.082 ermittelt.
Mitte des 19. Jahrhunderts war der Ort bereits vor seiner offiziellen Gründung 1872 wichtige Station auf dem Santa Fe Trail.

## Persönlichkeiten
- Bruce Conner (1933–2008), Künstler
- Loren McMurray (1897–1922), Jazzmusiker
- Dick Nichols (1926–2019), Politiker
- Galen Stucky (* 1936), Materialwissenschaftler